# Жије (Ду)
Жије (фр. Gilley) насеље је и општина у источној Француској у региону Франш-Конте, у департману Ду која припада префектури Понтарлије.
По подацима из 2011. године у општини је живело 1516 становника, а густина насељености је износила 87,78 становника/km². Општина се простире на површини од 17,27 km². Налази се на средњој надморској висини од 868 метара (максималној 1.083 m, а минималној 820 m).

## Демографија
| 1962. | 1968. | 1975. | 1982. | 1990. | 1999. | 2011. |
| ----- | ----- | ----- | ----- | ----- | ----- | ----- |
| 901   | 942   | 978   | 1.040 | 1.149 | 1.253 | 1.516 |

График промене броја становника у току последњих година